# Archidiecezja Acapulco
Archidiecezja Acapulco (łac. Archidioecesis Acapulcana) – archidiecezja Kościoła rzymskokatolickiego w Meksyku. 

## Historia
18 marca 1958 papież Pius XII bullą Quo aptiori erygował diecezję Acapulco. Dotychczas wierni z tym terenów należeli do diecezji Chilapa.
27 października 1964 diecezja utraciła część swego terytorium na rzecz nowo powstającej diecezji Ciudad Altamirano.
10 lutego 1983 decyzją papieża Jana Pawła II wyrażoną w konstytucji apostolskiej Quo maius diecezja została podniesiona do rangi archidiecezji metropolitalnej.

## Główne świątynie
- Archikatedra: Archikatedra Matki Boskiej Pomocy Strapionych w Acapulco

## Ordynariusze

### Biskupi Acapulco
- José del Pilar Quezada Valdéz (1958 – 1976)
- Rafael Bello Ruiz (1976 – 1983)

### Arcybiskupi Acapulco
- Rafael Bello Ruiz (1983 – 2001)
- Felipe Aguirre Franco (2001 – 2010)
- Carlos Garfias Merlos (2010 – 2016)
- Leopoldo González González (od 2017)